# Aechmea capixabae
Aechmea capixabae, popularmente chamada gravatá, é uma espécie de planta do gênero Aechmea e da família das bromeliáceas (Bromeliaceae). Foi descrita em 1941 por Lyman Bradford Smith. É uma espécie epífita, rupícola, terrícola, herbácea e ciófila, com cerca de 40 centímetros de altura. Segundo Matallana et al., (2010), é uma espécie autocompatível. A espécie é endêmica do Brasil e encontrada nos estados do Espírito Santo e Rio de Janeiro. A espécie é encontrada no domínio fitogeográfico de Mata Atlântica, em regiões com vegetação de áreas antrópicas e floresta ombrófila pluvial. Em 2005, a espécie foi citada como vulnerável na Lista de Espécies da Flora Ameaçadas do Espírito Santo; e em 2014, sob a rubrica de "dados insuficientes" na Lista Vermelha de Ameaça da Flora Brasileira do Centro Nacional de Conservação da Flora (CNCFlora).

## Etimologia
O nome popular é um designativo comum das espécies de vários gêneros de bromeliáceas, incluindo Aechmea. Deriva do tupi karagwa'ta em sentido definido. O termo ocorreu em 1618 como garuatas e em 1782 como gravatá. Tem como variantes caraguatá (registrado em 1584 como caraguatâ, em 1594 como caraguata, em 1627 como caragatâ, em 1628 como caragoáta, e em 1631 como caraguoatha), caroatá (em 1675 caroátas e em 1761 caravatá), coroatá (em 1730 coroatâ), craguatá, crauatá (em 1781 crabatá, em 1817 acroatá e em 1875 crauatás) e curuatá.